# Sortilèges à l'Opéra (série télévisée)
 (mai 2024).
Si vous disposez d'ouvrages ou d'articles de référence ou si vous connaissez des sites web de qualité traitant du thème abordé ici, merci de compléter l'article en donnant les références utiles à sa vérifiabilité et en les liant à la section « Notes et références ».
 (avril 2024).
La mise en forme du texte ne suit pas les recommandations de Wikipédia : il faut le « wikifier ».
Les points d'amélioration suivants sont les cas les plus fréquents. Le détail des points à revoir est peut-être précisé sur la page de discussion.
- Les titres sont pré-formatés par le logiciel. Ils ne sont ni en capitales, ni en gras.
- Le texte ne doit pas être écrit en capitales (les noms de famille non plus), ni en gras, ni en italique, ni en « petit »…
- Le gras n'est utilisé que pour surligner le titre de l'article dans l'introduction, une seule fois.
- L'italique est rarement utilisé : mots en langue étrangère, titres d'œuvres, noms de bateaux, etc.
- Les citations ne sont pas en italique mais en corps de texte normal. Elles sont entourées par des guillemets français : « et ».
- Les listes à puces sont à éviter, des paragraphes rédigés étant largement préférés. Les tableaux sont à réserver à la présentation de données structurées (résultats, etc.).
- Les appels de note de bas de page (petits chiffres en exposant, introduits par l'outil «  Source ») sont à placer entre la fin de phrase et le point final[comme ça].
- Les liens internes (vers d'autres articles de Wikipédia) sont à choisir avec parcimonie. Créez des liens vers des articles approfondissant le sujet. Les termes génériques sans rapport avec le sujet sont à éviter, ainsi que les répétitions de liens vers un même terme.
- Les liens externes sont à placer uniquement dans une section « Liens externes », à la fin de l'article. Ces liens sont à choisir avec parcimonie suivant les règles définies. Si un lien sert de source à l'article, son insertion dans le texte est à faire par les notes de bas de page.
- La présentation des références doit suivre les conventions bibliographiques. Il est recommandé d'utiliser les modèles {{Ouvrage}}, {{Chapitre}}, {{Article}}, {{Lien web}} et/ou {{Bibliographie}}. Le mode d'édition visuel peut mettre en forme automatiquement les références.
- Insérer une infobox (cadre d'informations à droite) n'est pas obligatoire pour parachever la mise en page.

Pour une aide détaillée, merci de consulter Aide:Wikification.
Si vous pensez que ces points ont été résolus, vous pouvez retirer ce bandeau et améliorer la mise en forme d'un autre article.
 (avril 2024).
Sortilèges à l'Opéra est une série télévisée en langue Anglaise. Produite par ZDF et Cottonwood Media, qui fait suite à la série Léna Rêve d'étoile (2018)-(2020), se déroulant au même endroit l'École de danse de l'Opéra de Paris, mais avec une nouvelle distribution de personnages et un accent mis sur la magie plutôt que sur le voyage dans le temps. La série est sortie sur okoo le 12 octobre 2023.

## Distribution
| Acteur               | Personnage                     | Doublage               | saison 1   | saison 2   |
| -------------------- | ------------------------------ | ---------------------- | ---------- | ---------- |
| Hailey Romain        | Cece Parker Jones              | Sofia Abouatmane       | Principale | Principale |
| Margherita Barbieri  | Simone Souter                  | Mélissa Windal         | Principale | Principale |
| Abigail O'Regan      | Mia Banks                      | Pauline Haùgness       | Principale | Principale |
| Etienne Moana        | Benoît Ducasse                 | Lui-même               | Principale | Principale |
| Sam Darius           | Jack Ryder                     | Maxym Anciaux          | Principale | Principale |
| Zac Gabriel Werb     | Finn Cassidy                   | Bruno Borsu            | Principale | Principale |
| Georgia Pemberton    | Jade Hudson                    |                        |            | Principale |
| Cameron James-King   | Adrian Stone                   | Mickey Boccar          | Récurrent  | Invité     |
| Rik Young            | Armando Castillo               | David Manet            | Récurrent  | Récurrent  |
| Gomolémo Tsagaé      | Lola                           | Estelle Strypstein     | Récurrente | Récurrente |
| Imogen Mackie Walker | Amy                            | Maud de Wind           | Récurrente | Récurrente |
| Lance West           | Sebastian "Bash" Baker         |                        |            | Récurrent  |
| Raven Dauda          | Ginger Jones, la tante de Cece | Fanny Roy              | Récurrente | Récurrente |
| Malou Beauvoir       | Lizzie Jones, la mère de Cece  | Valérie Lemaître       | Récurrente | Récurrente |
| Charles Baker        | Kevin                          | Valentin Vanstechelman | Récurrent  |            |
| Castle Rock          | Jeff Chase                     | Thomah Coumans         |            | Invité     |

## Épisodes
| saison | épisodes | Première diffusion (en france) | Dernière diffusion (en france) |
| ------ | -------- | ------------------------------ | ------------------------------ |
| 1      | 26       | 12 octobre 2023                | 24 novembre 2023               |
| 2      | 13       | 2024                           | 2024                           |
|        |          |                                |                                |

## Production
En juin 2022, il a été annoncé qu'une nouvelle série était en développement par les créatreur de Léna, rêve d'étoile, Jill Girling et Lori Mather. Cottonwood Media et ZDF reviendraient avec un nouveau partenaire de coproduction France Télévisions.
Il a également été révélé lors de l'annonce de la série que Hailey Melody Romain dirigerait la série dans le rôle de Cece Parker Jones. Rik Young, qui jouait le rôle de l'entraîneur Armando Castillo dans Léna, rêve d'étoile, reviendrait pour sortilége à l'opéra. Parmi les autres membres du casting confirmés en avril 2023 Margherita Barbieri, Abigail O'Regan, Etienne Moana, Sam Darius, Zac Gabriel Werb, Raven Dauda, Malou Beauvoir, Cameron James-King, Gomolémo Tsagaé, Imogen Mackie Walker et Charles Baker.
Sortilége à l'opéra était en développement et en casting depuis fin 2021. Le tournage principal a eu lieu à Paris et Bruxelles du 1er août au 14 décembre 2022. Le budget de la première saison était de 15,3 millions d'euros.